# Longitarsus agilis
Longitarsus agilis es una especie de insecto coleóptero de la familia Chrysomelidae. Fue descrita científicamente en 1868 por Rye.